# Acanthochitona penetrans
Acanthochitona penetrans is een keverslakkensoort uit de familie van de Acanthochitonidae. De wetenschappelijke naam van de soort is voor het eerst geldig gepubliceerd in 1933 door Winckworth.